# Cyrus Greenslade
Cyrus Greenslade, britanski general, * 1892, † 1985.